# Sabotin (Berg)
Der Sabotin (italienisch: Sabotino, friaulisch: Mont di San Valantin) ist ein 609 Meter hoher Bergrücken mit Blick auf Gorizia, Nova Gorica und Solkan an der Grenze zwischen Slowenien und Italien. An seinem Fuß steht die Salcanobrücke, die den Fluss Isonzo überspannt.

## Name
Der Berg wurde in schriftlichen Quellen erstmals um 1370 als Saluatin erwähnt. Der Ursprung des Namens ist unklar. Ausgehend von den ältesten Transkriptionen des Namens kann er von *Salbotin abgeleitet werden, basierend auf dem lateinischen Personennamen Salvus (wörtlich: „gesund“). Eine andere Möglichkeit (unter der Annahme, dass die alten Transkriptionen falsch sind) ist, dass der Name ursprünglich Sabotin war, basierend auf dem italienischen Namen Sàb(b)ato, der ursprünglich einem Kind gegeben wurde, das an einem Samstag geboren wurde. Eine dritte Möglichkeit besteht darin, dass der Name durch eine Reihe unerwarteter phonologischer Veränderungen von *San Valentin abgeleitet wurde (auf dem Berg gibt es eine dem Sankt Valentin geweihte Kirche).

## Geschichte
Sabotin war ein wichtiger Verteidigungspunkt zur Verteidigung von Gorizia während der Soča/Isonzo-Offensiven im Ersten Weltkrieg. Er wurde von der österreichisch-ungarischen 58. Division verteidigt. Pietro Badoglio beauftragte die 45. Division von General Giuseppe Venturi mit der Einnahme von Sabotin in der sechsten Isonzoschlacht. Am 6. August 1916 wurde der Berg nach einer kurzen und blutigen Schlacht von den Italienern eingenommen.
Zwischen den beiden Weltkriegen lag der Berg vollständig in der Provinz Görz; zu dieser Zeit war der höchste Berg der Provinz Görz der Berg Triglav, der heute vollständig in Slowenien liegt.
Nach den Pariser Friedensverträgen von 1947 bildete der Berg die Grenze zwischen Italien und Jugoslawien, wobei der Grenzverlauf durch den Vertrag von Osimo 1975 geringfügig geändert wurde.

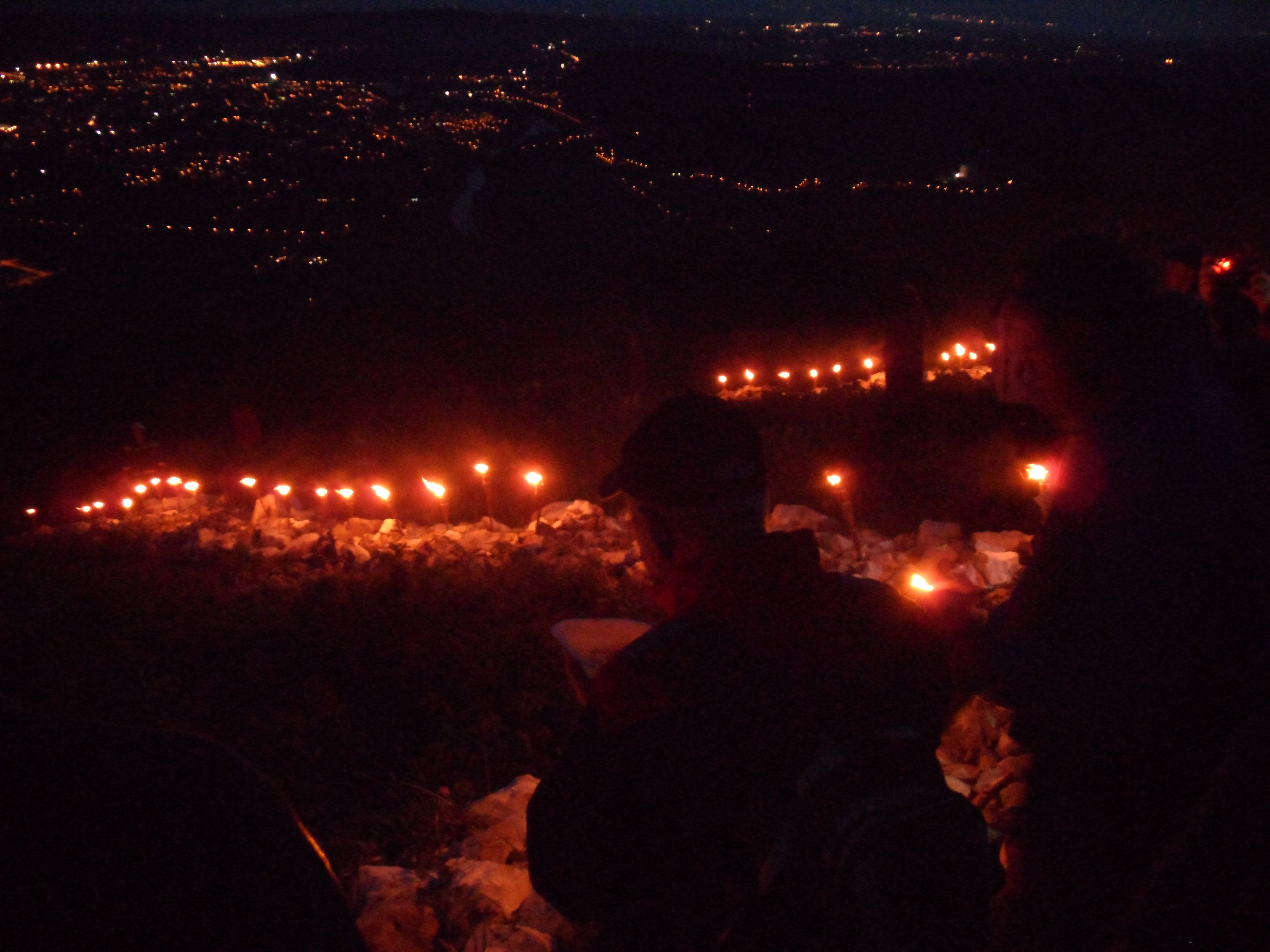
Demonstration slowenischer Aktivisten am 8. Mai 2014 für das Anzünden der „TITO“-Inschrift auf Sabotino mit Fackeln; im Hintergrund die Städte Nova Gorica und Gorizia.

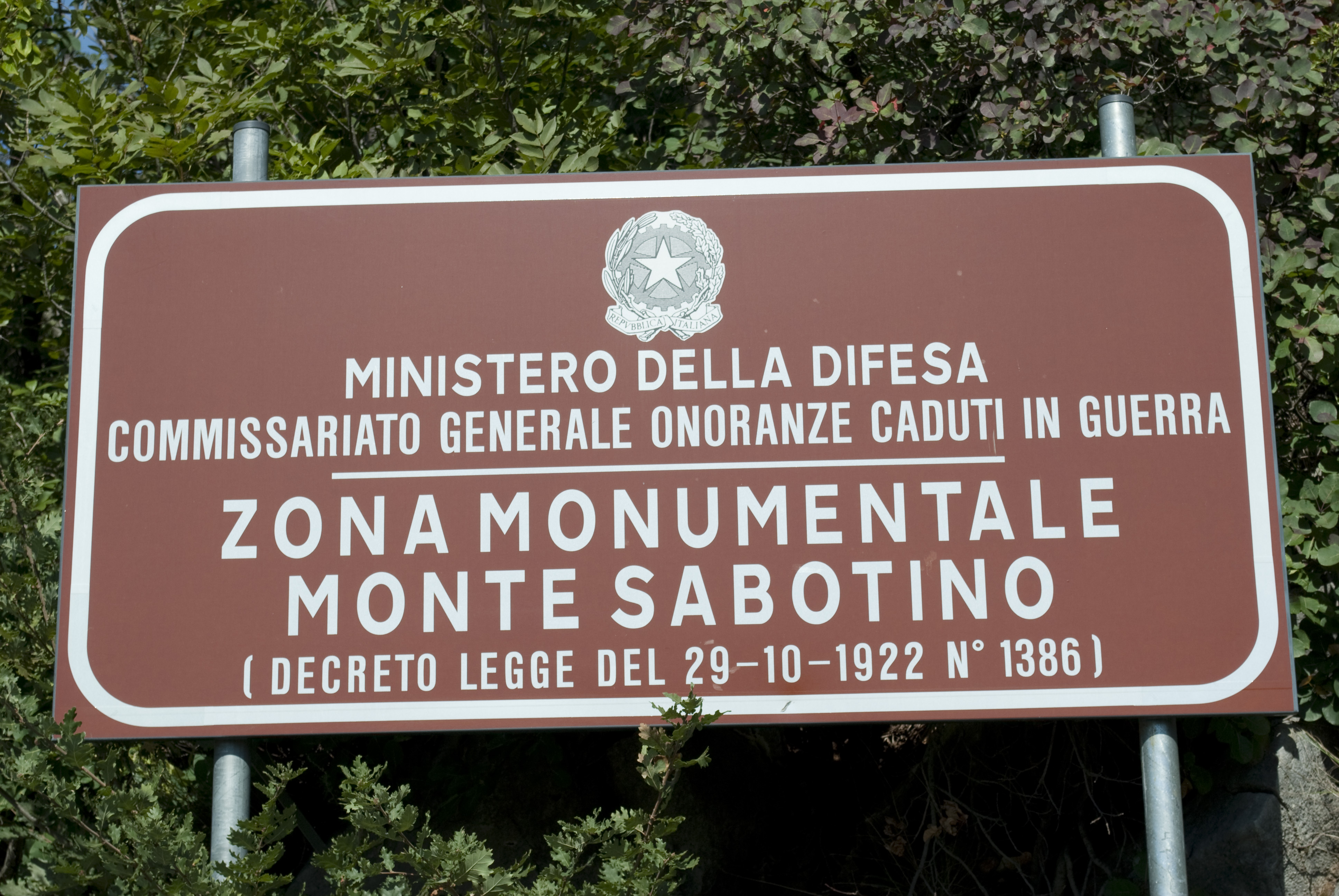
Italienisches Hinweisschild auf das Sabotino-Denkmalgebiet

## Denkmäler
Aufgrund der Kriegshandlungen, die sich hier während des Ersten Weltkriegs abspielten, wurde der Berg durch das Königliche Dekret Nr. 1386 von 1922 zum italienischen Nationaldenkmal erklärt. Nach dem Ersten Weltkrieg wurde er als Freilichtmuseum eingerichtet, das in den Jahren nach dem Zweiten Weltkrieg zum heutigen grenzüberschreitenden Friedenspark umgebaut wurde.
Am 4. November 2008 wurde die italienische Trikolore auf dem italienischen Nationaldenkmal neu beleuchtet.
1978 wurde an den slowenischen Hängen des Berges, nur wenige Dutzend Meter von der italienischen Grenze entfernt, eine große steinerne Inschrift „NAŠ TITO“ („Unser Tito“) errichtet, die Josip Broz Tito gewidmet war. Die Buchstaben waren 25 Meter hoch und etwa 100 Meter lang und selbst aus kilometerweiter Entfernung und insbesondere von der italienischen Seite des Gorizia-Tals aus gut sichtbar. Die Inschrift hatte, ähnlich wie mehrere andere, die zu dieser Zeit auf dem Gebiet der damaligen Bundesrepublik Jugoslawien, sogar in Grenznähe, errichtet wurden, eine eindeutige Propagandaabsicht, die sich vor allem an die Menschen jenseits der Grenze richtete.
Nach dem Zerfall Jugoslawiens und der Unabhängigkeit Sloweniens war die Inschrift verschiedenen Wechselfällen unterworfen, in denen auf Zeiten, in denen sie nicht mehr vorhanden war, Zeiten folgten, in denen sie wieder sichtbar gemacht wurde, und Zeiten, in denen sie teilweise oder sogar vollständig verändert wurde, manchmal von Aktivisten oder sogar unbekannten Personen. Eine Zeit lang hieß es „TITO SLO“, dann „W TITO“ oder wieder „NAŠ FIDO“ („Unser Fido“); 2013 wurde es eine Zeit lang in „Vstaja“ (slowenisch für „Aufschwung“) geändert, was mit der Ausbreitung einer Protestbewegung in Slowenien infolge der Wirtschaftskrise zusammenfiel. Seit 2014 lautet der Schriftzug einfach „TITO“ in Großbuchstaben und ist vom italienischen Staatsgebiet aus gut sichtbar.